# Ozero Briten
Ozero Briten (ryska: Озеро Бритень) är en sjö i Belarus.   Den ligger i voblasten Brests voblast, i den centrala delen av landet, 200 km söder om huvudstaden Minsk. Ozero Briten ligger 130 meter över havet. Arean är 0,12 kvadratkilometer.  Den sträcker sig 0,6 kilometer i nord-sydlig riktning, och 0,7 kilometer i öst-västlig riktning.
Omgivningarna runt Ozero Briten är en mosaik av jordbruksmark och naturlig växtlighet. Runt Ozero Briten är det ganska glesbefolkat, med 28 invånare per kvadratkilometer.